# つよチャン堂本舗
『つよチャン堂本舗』（つよチャンどうほんぽ）は、1999年3月29日から同年9月27日まで日本テレビ系列局で放送された日本テレビ製作のバラエティ番組である。放送時間は毎週月曜 23:37 - 24:12（JST）、日本テレビ系全国ネットの深夜番組放送枠『ZZZ』月曜第1部の番組として放送。

## 内容
堂本剛（KinKi Kids）の冠番組。番組は半年で終了した。特に、第1回から2週にわたって放送された「ダルダルマンVS.豚人間」（「だるいわぁー」が口癖のダルダルマン〔堂本〕と姫〔古川〕をさらった豚人間〔山本〕と対決、加藤がツッコミをいれるグダグダコント）は、加藤が番組で自虐ネタにするほどの低視聴率だった。
ダルダルマン以降は、堂本が「○○だったら（極楽さんには）負けません」と大口を叩くも、極楽にボロボロにされるという展開が続き、その後は「つよチャン堂カジノ」をメインにミニコーナーが続き、1万ハーレム稼いだ堂本らが最終回で韓国に行くが、またもや「ダルダルマンVS.豚人間」をやった。

## 主なコーナー
超高速戦士Z
ゼットワン（加藤）・ゼットツー（剛）・ゼットスリー（山本）が、マイ隊長（宝生）の指示でスピードを競う「超高速対決」を行う。
「オセロのコマ早裏返し」「金魚早すくい」などに挑戦し、一番遅かった隊員は罰として「超高速回転地獄」として椅子ごと高速回転させられる。
ザ・ストリートギャンブラー つよチャン堂カジノ
大型サロンバスを貸切り、レギュラー4人で街の人々を題材にしたカジノを行う。ディーラーは若林健治（当時日本テレビアナウンサー）。
テーマ発表後、隠しカメラからお題となる人を合議で決定。その数値がいくつになるかを予想する。賭けるチップの単位は「ハーレム」で、1ハーレム単位で賭けることができる。
ベット終了後、トランプ抽選で選ばれた1人がお題となる人をサロンバスに連れ、正解の発表を行う。数値がピタリであれば賭けハーレムの10倍・25倍・50倍（難易度によって異なる）。ピタリがいない場合は一番近かった人が2倍となる。
最初に1万ハーレムを獲得した人が「夢のハーレム体験ツアー」を獲得、0ハーレムで破産となるが、私物を抵当に入れることでその価値に見合った金額を借りることができる（同額を払う事で返却される）。また、1か月抵当が解除されなかった場合は視聴者プレゼントとなった。
大勝ちは少なかったが確実に積み上げる宝生、並は激しいものの一発が大きい加藤が強い一方で、剛・山本は負けが込み、加藤・山本の2人は通帳・キャッシュカード・印鑑の3点を抵当に入れたことや、山本は愛車のフォルクスワーゲンを抵当にしたこともある。また、抵当に入れていた大黒様の像が不手際により破損したため、補償金としてハーレムが与えられたこともあった。

## 出演者
- 堂本剛（KinKi Kids）
- 加藤浩次（極楽とんぼ）
- 山本圭壱（極楽とんぼ）
- 宝生舞
- 古川小百合 - 短期間で降板。加藤は「姫は九州に帰った」と言っていた。
- 垂木勉（ナレーター）

## スタッフ
- 構成：沢口義明、豊田俊一、鈴木工務店、川島未央
- SW：望月達史
- カメラ：寺西謙治
- 音声：大島康彦
- 照明：山本智浩
- 調整：山田康彦
- 音効：黒澤隆昌
- 美術：栗原純二
- 美術協力：日本テレビアート
- ロケ技術：日本テレビビデオ
- 編集・MA：NTV映像センター
- 協力：ジャニーズ事務所、吉本興業
- タイトル：ケネックジャパン
- 音楽：菊地圭長
- スタイリスト：大川好一
- 編成：中井信介
- 広報：大関雅彦（前期）→安尾泰子（後期）
- TK：大岡伸江
- AD：鈴木康弘
  - （前期のみ）：原司、横島昌子
  - （後期のみ）：江成真二、錦織信彦
- AP：河戸憲男、若松七重
- 演出：阿部真一郎
- ディレクター：高橋康之、原司（原→後期のみ）
- 総合演出：藤井淳
- プロデューサー：神蔵克
- チーフプロデューサー：佐野讓顯
- 製作著作：日本テレビ

## エンディングテーマ
- さまざまな愛（堂本剛）